# Baudricourt
Pour les articles homonymes, voir Baudricourt (homonymie).
Baudricourt est une commune française située dans le département des Vosges, en région Grand Est.
Ses habitants sont appelés les Baldéricurtiens.

## Géographie

### Accès
La commune est à 7,9 km de Mirecourt, 25,6 de Vittel et 26,1 de contrexéville.

### Géologie et relief
Deux Zones naturelles d'intérêt écologique, faunistique et floristique :
- Coteaux et vergers de Rouvres-en-Xaintois à Ramecourt[2].
- Vergers de Mirecourt[3].

### Hydrographie et les eaux souterraines
Hydrogéologie et climatologie : Système d’information pour la gestion des eaux souterraines du bassin Rhin-Meuse :
Territoire communal : Occupation du sol (Corinne Land Cover); Cours d'eau (BD Carthage),
Géologie : Carte géologique; Coupes géologiques et techniques,
 Hydrogéologie : Masses d'eau souterraine; BD Lisa; Cartes piézométriques.

#### Réseau hydrographique
La commune est située dans le bassin versant du Rhin au sein du bassin Rhin-Meuse. Elle est drainée par le ruisseau le Cochon et le ruisseau des Fontaines,.

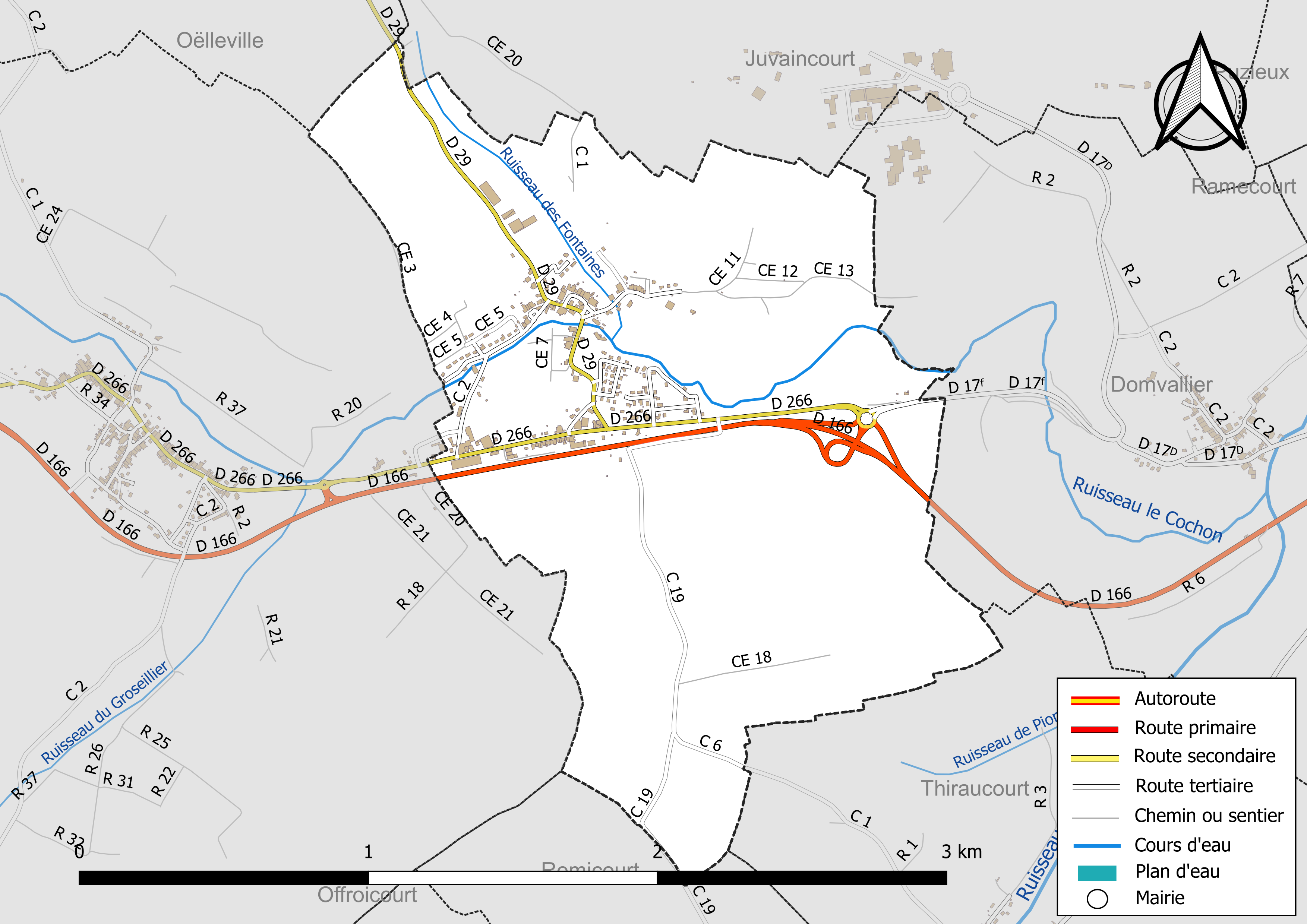
Réseaux hydrographique et routier de Baudricourt.

#### Gestion et qualité des eaux
Le territoire communal est couvert par le schéma d'aménagement et de gestion des eaux (SAGE) « Nappe des Grès du Trias Inférieur ». Ce document de planification, dont le territoire comprend le périmètre de la zone de répartition des eaux de la nappe des Grès du trias inférieur (GTI), d'une superficie de 1 497 km2,  est en cours d'élaboration. L’objectif poursuivi est de stabiliser les niveaux piézométriques de la nappe des GTI et atteindre l'équilibre entre les prélèvements et la capacité de recharge de la nappe. Il doit être cohérent avec les objectifs de qualité définis dans les SDAGE Rhin-Meuse et Rhône-Méditerranée. La structure porteuse de l'élaboration et de la mise en œuvre est le conseil départemental des Vosges.
La qualité des eaux de baignade et des cours d’eau peut être consultée sur un site dédié géré par les agences de l’eau et l’Agence française pour la biodiversité.

### Climat
Pour des articles plus généraux, voir Climat du Grand Est et Climat des Vosges.
En 2010, le climat de la commune est de type climat des marges montargnardes, selon une étude du Centre national de la recherche scientifique s'appuyant sur une série de données couvrant la période 1971-2000. En 2020, Météo-France publie une typologie des climats de la France métropolitaine dans laquelle la commune est dans une zone de transition entre le climat océanique altéré et le climat océanique altéré et est dans la région climatique  Lorraine, plateau de Langres, Morvan, caractérisée par un hiver rude (1,5 °C), des vents modérés et des brouillards fréquents en automne et hiver. 
Pour la période 1971-2000, la température annuelle moyenne est de 9,6 °C, avec une amplitude thermique annuelle de 17 °C. Le cumul annuel moyen de précipitations est de 912 mm, avec 12,6 jours de précipitations en janvier et 9,7 jours en juillet. Pour la période 1991-2020, la température moyenne annuelle observée sur la station météorologique de Météo-France la plus proche, « Mirecourt-inra », sur la commune de Mirecourt à 6 km à vol d'oiseau, est de 10,4 °C et le cumul annuel moyen de précipitations est de 824,3 mm. 
La température maximale relevée sur cette station est de 39,5 °C, atteinte le 25 juillet 2019 ; la température minimale est de −19,5 °C, atteinte le 20 décembre 2009,,. 
Les paramètres climatiques de la commune ont été estimés pour le milieu du siècle (2041-2070) selon différents scénarios d'émission de gaz à effet de serre à partir des nouvelles projections climatiques de référence DRIAS-2020. Ils sont consultables sur un site dédié publié par Météo-France en novembre 2022.

## Urbanisme

### Typologie
Au 1er janvier 2024, Baudricourt est catégorisée commune rurale à habitat dispersé, selon la nouvelle grille communale de densité à sept niveaux définie par l'Insee en 2022.
Elle est située hors unité urbaine. Par ailleurs la commune fait partie de l'aire d'attraction de Mirecourt, dont elle est une commune de la couronne,. Cette aire, qui regroupe 33 communes, est catégorisée dans les aires de moins de 50 000 habitants,.

### Occupation des sols
L'occupation des sols de la commune, telle qu'elle ressort de la base de données européenne d’occupation biophysique des sols Corine Land Cover (CLC), est marquée par l'importance des territoires agricoles (76,4 % en 2018), une proportion identique à celle de 1990 (76,4 %). La répartition détaillée en 2018 est la suivante : 
terres arables (38,5 %), prairies (27,4 %), zones urbanisées (16 %), zones agricoles hétérogènes (9,9 %), forêts (7,5 %), cultures permanentes (0,6 %), zones industrielles ou commerciales et réseaux de communication (0,1 %). L'évolution de l’occupation des sols de la commune et de ses infrastructures peut être observée sur les différentes représentations cartographiques du territoire : la carte de Cassini (XVIIIe siècle), la carte d'état-major (1820-1866) et les cartes ou photos aériennes de l'IGN pour la période actuelle (1950 à aujourd'hui).

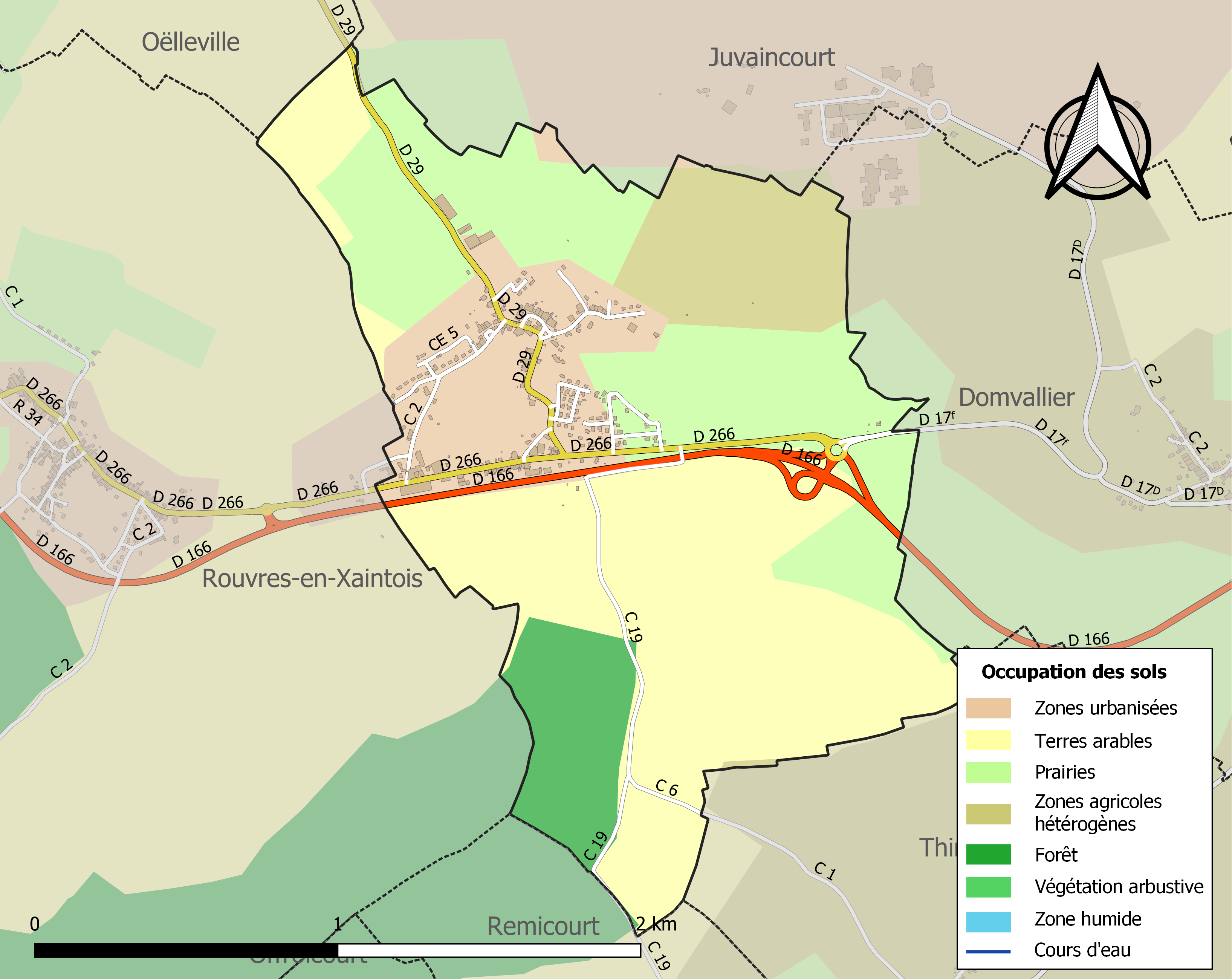
Carte des infrastructures et de l'occupation des sols de la commune en 2018 (CLC).

### Voies de communications et transports

#### Voies routières
- A31 (aussi appelée autoroute de Lorraine-Bourgogne). Échangeurs Châtenois, Bulgnéville.

#### Transports en commun
- Fluo Grand Est.

#### Lignes SNCF
- Gare de Contrexéville
- Gare de Vittel
- Ancienne gare de Rouvres-Baudricourt (fermée).

## Toponymie
Baldricicurt (Xe s.), Badrecourt (1292), Baudrecourt (1305), Baldrecourt (1338), Baudricourt (1392), Bradicuria (1409).
En 1720, le nom Baudricourt est changé en "Saint-Menge" (nom d'un autre village à une dizaine de km au sud-ouest). En effet, la baronnie de Saint-Menge fut érigée en marquisat sous le nom de marquisat de Baudricourt, par lettres du Duc Léopold le 8 novembre 1719, en faveur de Jean Claude de Bassompierre (vers 1684-1745 Poussay), capitaine lieutenant de la Garde des ducs de Lorraine-Chambellan, qui épousa en 1711 Jeanne Elisabeth de Nettancourt Vaubecourt (Meuse). 
Donc le village de Saint-Menge s’appellera Baudricourt et le village de Baudricourt prendra le nom libre : Saint-Menge. En 1766, année de rattachement de la Lorraine à la France, Baudricourt retrouve son nom d'avant 1720 (tandis que Baudricourt ex Saint-Menge devient Bassompierre pendant presque 30 ans avant de retrouver Saint Menge en 1792). Les actes des registres paroissiaux après 1720 indiquent « Saint Menge cy devant Baudricourt » et sont signés « curé de Saint Menge alias Baudricourt » pendant quelques années. Voir les notes du curé sur les changements de nom en 1720 et en 1766.

## Histoire
Baudricourt appartenait au bailliage de Mirecourt. Son église, dédiée à saint Remi, était du diocèse de Toul, doyenné de Porsas. La cure était à la collation du chapitre de Remiremont et au concours.
Baudricourt appartint au canton de Rouvres-en-Xaintois de 1790 à l’an X, puis au canton de Vittel, et enfin, à partir de l’an XI, à celui de Mirecourt comme aujourd’hui.

## Politique et administration

### Découpage territorial
Par arrêté préfectoral du 15 septembre 2023, la commune est retirée le 1er janvier 2024 de l'arrondissement d'Épinal et rattachée à l'arrondissement de Neufchâteau.

### Liste des maires
| Période                                  | Période                   | Identité                   | Étiquette    | Qualité                                         |
| ---------------------------------------- | ------------------------- | -------------------------- | ------------ | ----------------------------------------------- |
| Les données manquantes sont à compléter. |                           |                            |              |                                                 |
|                                          | mai 1878 (révocation)     | Jean Baptiste Morlot       | Bonapartiste | Conseiller d'arrondissement                     |
| 1878                                     | juillet 1879 (suspension) | M. Morlot (fils)           | Bonapartiste |                                                 |
| mars 1989                                | mars 2008                 | Alain Perrotez             |              |                                                 |
| mars 2008                                | mars 2015                 | Yves Lallemand (1954-2015) | SE           | Militaire en retraite Décédé en cours de mandat |
| 19 juin 2015                             | En cours                  | Didier Cherrier            |              | [ 26 ]                                          |

### Budget et fiscalité 2022
En 2022, le budget de la commune était constitué ainsi :
- total des produits de fonctionnement : 232 000 €, soit 686 € par habitant ;
- total des charges de fonctionnement : 2 438 000 €, soit 719 € par habitant ;
- total des ressources d'investissement : 11 000 €, soit 33 € par habitant ;
- total des emplois d'investissement : 53 000 €, soit 158 € par habitant ;
- endettement : 227 000 €, soit 672 € par habitant.

Avec les taux de fiscalité suivants :
- taxe d'habitation : 22,25 % ;
- taxe foncière sur les propriétés bâties : 34,29 % ;
- taxe foncière sur les propriétés non bâties : 19,66 % ;
- taxe additionnelle à la taxe foncière sur les propriétés non bâties : 0,00 % ;
- cotisation foncière des entreprises : 0,00 %.

Chiffres clés Revenus et pauvreté des ménages en 2021 : médiane en 2021 du revenu disponible, par unité de consommation : 23 140 €.

## Population et société

### Démographie

#### Évolution démographique
L'évolution du nombre d'habitants est connue à travers les recensements de la population effectués dans la commune depuis 1793. Pour les communes de moins de 10 000 habitants, une enquête de recensement portant sur toute la population est réalisée tous les cinq ans, les populations de référence des années intermédiaires étant quant à elles estimées par interpolation ou extrapolation. Pour la commune, le premier recensement exhaustif entrant dans le cadre du nouveau dispositif a été réalisé en 2007.

En 2022, la commune comptait 330 habitants, en évolution de +1,54 % par rapport à 2016 (Vosges : −2,96 %, France hors Mayotte : +2,11 %).
| 1793 | 1800 | 1806 | 1821 | 1831 | 1836 | 1841 | 1846 | 1856 |
| ---- | ---- | ---- | ---- | ---- | ---- | ---- | ---- | ---- |
| 126  | 169  | 178  | 184  | 236  | 258  | 239  | 274  | 270  |

| 1861 | 1866 | 1876 | 1881 | 1886 | 1891 | 1896 | 1901 | 1906 |
| ---- | ---- | ---- | ---- | ---- | ---- | ---- | ---- | ---- |
| 268  | 279  | 280  | 300  | 273  | 249  | 260  | 251  | 240  |

| 1911 | 1921 | 1926 | 1931 | 1936 | 1946 | 1954 | 1962 | 1968 |
| ---- | ---- | ---- | ---- | ---- | ---- | ---- | ---- | ---- |
| 231  | 193  | 204  | 196  | 181  | 160  | 194  | 232  | 225  |

| 1975 | 1982 | 1990 | 1999 | 2006 | 2007 | 2012 | 2017 | 2022 |
| ---- | ---- | ---- | ---- | ---- | ---- | ---- | ---- | ---- |
| 172  | 283  | 317  | 280  | 306  | 310  | 316  | 328  | 330  |

### Enseignement
Établissements d'enseignements :
- Écoles maternelles et primaires à Baudricourt, Rouvres-en-Xaintois, Oëlleville, Poussay, Mirecourt, Poussay.
- Collèges à Mirecourt, Vittel, Dompaire, Mandres-sur-Vair, Châtenois.
- Lycées à Mirecourt, Mandres-sur-Vair, Contrexéville, Harol.

### Santé
Professionnels et établissements de santé :
- Médecins à Mirecourt, Mattaincourt, Gironcourt-sur-Vraine, Remoncourt, Diarville.
- Pharmacies à Mirecourt, Mattaincourt, Gironcourt-sur-Vraine, Remoncourt, Diarville.
- Hôpitaux à Mirecourt, Mattaincourt, Vittel, Charmes, Ville-sur-Illon.

### Cultes
- Culte catholique, Paroisse Saint Pierre Fourier[35], Diocèse de Saint-Dié.

## Économie

### Entreprises et commerces

#### Agriculture
- Élevage de vaches laitières.

#### Tourisme
- Hébergements et restauration à Rouvres-en-Xaintois, Mirecourt, Rugney, Contrexéville.

#### Commerces
- Commerces et services de proximité.

## Culture locale et patrimoine

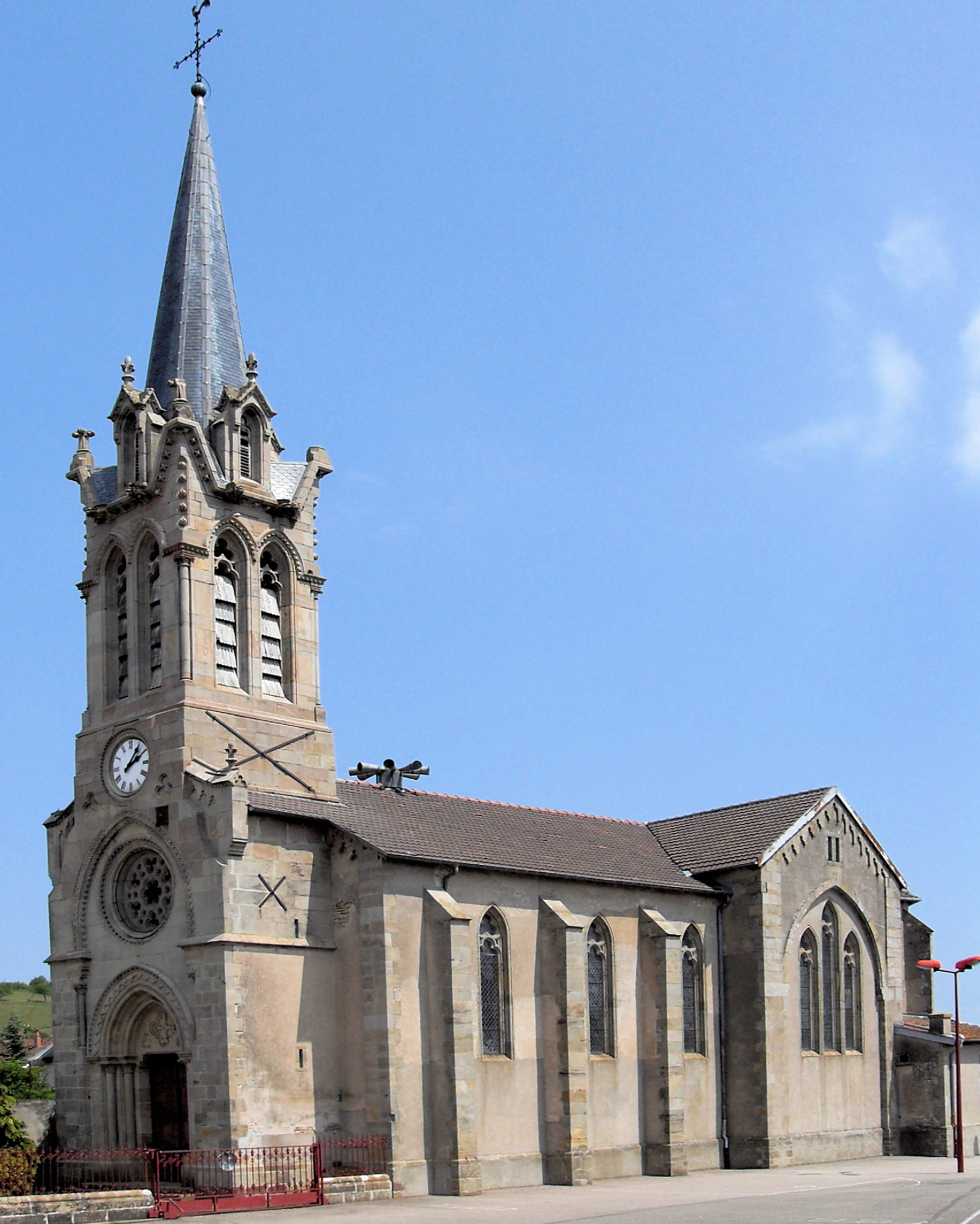
L'église Saint-Remy.
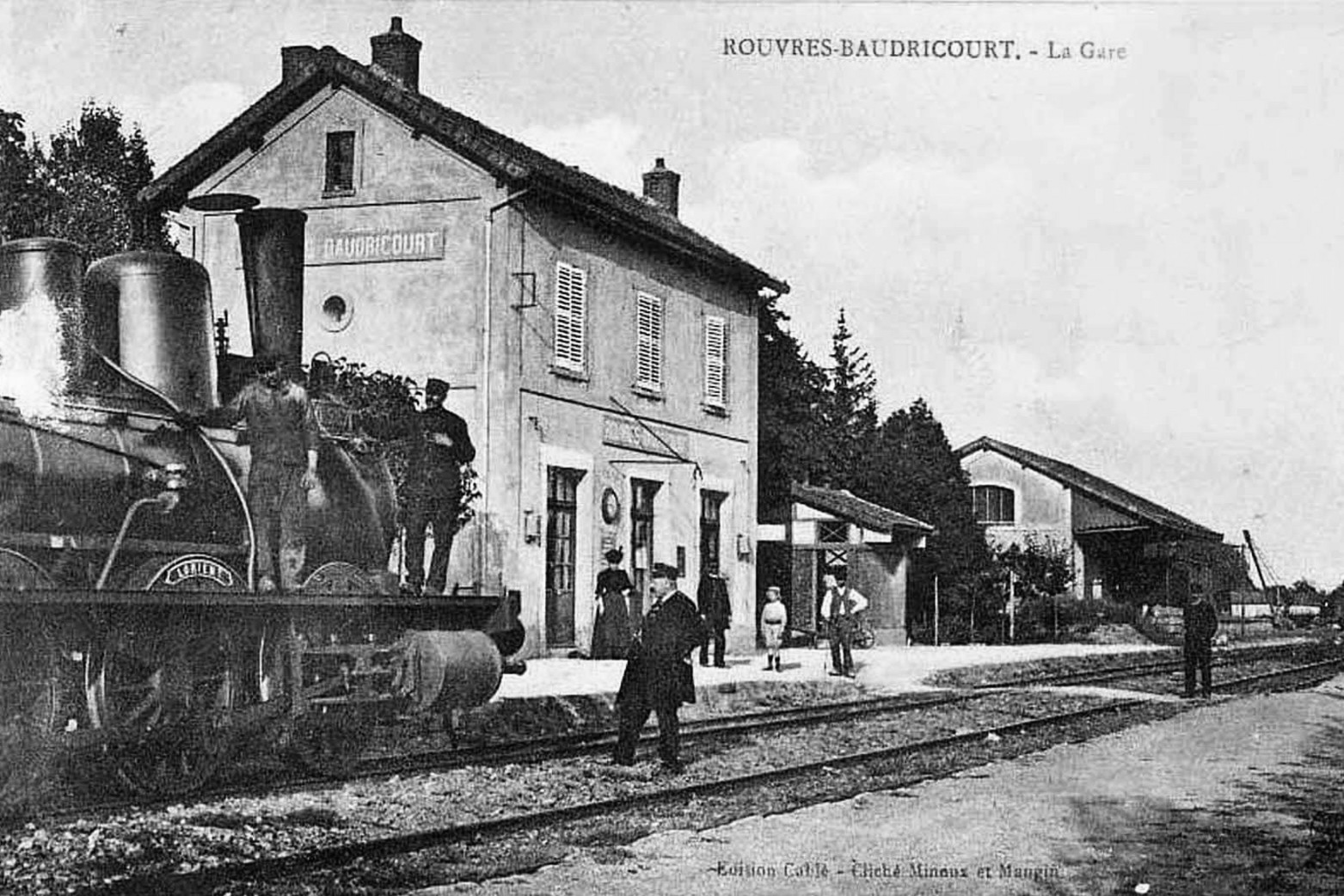
Ancien gare de Rouvres-Baudricourt. Carte postale du début des années 1900

### Lieux et monuments
- L'église Saint-Remy de Baudricourt[36] est un édifice religieux catholique faisant partie du diocèse de Saint-Dié[37].

Elle abrite au moins trois cloches : cloche 1: Sol 3; cloche 2: La 3; cloche3: Si 3. Les cloches sont en lancer franc.
- Monument aux morts[38].
- Fontaine - lavoir - abreuvoir[39].

### Personnalités liées à la commune
- Victor Hugo[40]

Le grand-père et l'arrière-grand-père de Victor Hugo sont nés à Baudricourt. Son grand-père est Joseph Hugo, né le 24 octobre 1727 et marié avec Jeanne Marguerite Michaud. Son arrière-grand-père est Jean Philippe Hugo, né en 1673 et marié en 1707 à Baudricourt avec Catherine Grandmaire. Ses arrière-arrière-grands-parents, Jean Hugo marié avec Catherine Mansuy, sont de Vaudémont, et sont arrivés à Baudricourt après leur mariage. Les frères de Catherine Mansuy, Mansuy et Martin, sont meuniers au moulin qui est sur le rupt de Rouvres (nom actuel : le Cochon). Le moulin figure sur la carte de Cassini ainsi que sur la carte d'état-major de 1833. Il semble qu'il en reste actuellement des vestiges. L'arrière-grand-père Jean Philippe Hugo est laboureur à 2/3 de fer. Il a 54 jours de terre, 10 fauchées, 3 chevaux, 4 bœufs et deux vaches, ce qui le place dans la moitié la plus riche du village.
- Seigneurs de Baudricourt[43]
  - Robert de Baudricourt, capitaine de Vaucouleurs et personnage de l’épopée de Jeanne d'Arc
  - Jean de Baudricourt, maréchal de France à la fin du XVe siècle
- Léon Nestor Charles Camus, Conseiller à la cour d'appel de Nancy[44].
- Charles Richard, Expert-comptable et arbitre judiciaire près le tribunal de la Seine[45].

### Héraldique, logotype et devise
| Blason | Blasonnement : D'or au lion rampant de sable armé, lampassé et couronné de gueules. Commentaires : Il s’agit du blason des sires de Baudricourt d’ancienne chevalerie. Lorsque l'ancienne baronnie fut érigée en marquisat en 1719, elle prit le nom et les armes (trois chevrons de gueules sur champ d’argent) des Bassompierre. Aujourd’hui, la commune a repris les armes de ses anciens seigneurs. |

## Pour approfondir